# Креационизм и эволюционизм в государственном образовании
Статус креационизма и эволюционизма в системе государственного образования является предметом серьёзных дискуссий и конфликтов в юридической сфере, в политических и религиозных кругах. В мире существует много точек зрения по этому вопросу. В большинстве западных стран действует законодательство, требующее преподавания в государственных учебных программах только эволюционной биологии. Внедрение креационистских идей в государственное образование является главным направлением политики современного креационизма.
Хотя многие христианские конфессии не выдвигают богословских возражений против современного эволюционного синтеза как объяснения нынешних форм жизни на Земле, различные социально-консервативные, традиционалистские и фундаменталистские религиозные течения и политические группы в рамках христианства и ислама активно возражают против изучения и преподавания биологической эволюции. Некоторые приверженцы этих взглядов выступают против консенсусной точки зрения научного сообщества. Основной причиной отрицания выводов современных исследований в сферах эволюции и космологии являются буквальные интерпретации религиозных текстов.
Целью «научных креационистов» (в широком смысле) является распространение убеждения, что наука бессильна в решении «вечных вопросов», которые затрагивают значение и смысл жизни, а биология не способна выполнить даже своё фундаментальное предназначение — объяснить биологическую эволюцию. Обе основные стратегии, «научного» и «церковного» креационизма, не противоречат одна другой и сосуществуют в том числе в образовательном контексте, имея общего «противника» в виде биологии и особенно теории эволюции. Антиэволюционисты объединяться для борьбы с теорией эволюции, несмотря на глубокие различия в религиозных убеждениях и богословских доктринах, которым они следуют. Средством для протестантского креационистского движения в США выступает пропаганда «научного креационизма», в том числе его включение в школьные программы, для чего на местные органы образования оказывается существенное давление. В то же время критика со стороны научного сообщества США происходит редко.
На международном уровне эволюционная биология преподаётся в рамках научных курсов, вызывая лишь минимальные возражения. Исключение составляют нескольких регионов США и ряд стран с мусульманским большинством, прежде всего Турция. Верховный суд США постановил, что преподавание креационизма как науки в государственных школах является неконституционным, независимо от того, будет ли оно осуществляться в рамках богословского или религиозного обучения. Креационистская концепция разумного замысла в последние десятилетия позиционировалась в Соединённых Штатах как альтернатива теории эволюции, но его «очевидная религиозная, культурная и правовая миссии» были признаны судом низшей инстанции неконституционными.
Парламентская ассамблея Совета Европы (ПАСЕ) 4 октября 2007 года выпустила резолюцию «Опасность креационизма в образовании» в которой постановила, что «креационизм во всех его формах, таких как „разумный замысел“ или „высший разум“, не является научной дисциплиной и не подлежит научному изучению в европейских школах наряду с теорией эволюции или даже вместо неё». В данной резолюции депутаты ПАСЕ призвали правительства 47 стран Совета Европы «решительно воспротивиться» преподаванию креационизма как научной дисциплины.
«Научный креационизм» в России стремится действовать в «конфессионально-нейтральном» ключе, например, в рамках движения приверженцев идеи «разумного творения». Однако большинство авторов пытаются распространять определённые религиозные взгляды в учебной литературе. Поскольку основные идеи креационистов носят универсальный антинаучный характер, они легко переносятся в любую культурную среду и смогли повлиять на православных креационистов, которые рассматривают их полезными для противодействия светскому образованию. Эти аргументы охватывают максимально широкую аудиторию, поскольку российские креационисты стали частью международного креационистского движения. Помимо стремления ввести религиозные представления в программу биологии, православная церковь предпринимает попытки сделать обязательным во всех государственных школах преподавание закона Божьего. В 2002 году Министерство образования опубликовало обращённое к региональным отделам образования письмо, содержащее рекомендации о том, как вводить в школьное образование новый факультативный предмет «Основы православной культуры».
В России получил известность учебник Сергея Вертьянова (2005), в котором безосновательно утверждается, что он вышел под редакцией академика Юрия Алтухова. Он представляет новое поколение российских креационистских учебников. Книга хорошо иллюстрирована, внимание в ней сосредоточено на биологии, «православные» интерпретации совмещаются с традиционными биологическими пассажами. Направленность становится понятна только в последних строчках каждой главы. Имеется приложение с цитатами святых отцов. Автором отрицается существование «переходных типов» в ископаемых останках и продвигается идея «плана творения», определившего ход эволюции, утверждается, что Земля была создана за шесть дней и существует около 7500 лет. Даются аргументы, представленные как «научные». Как и его единомышленники из американского Музея творения, Вертьянов заявляет, что динозавры и древние люди жили одновременно. Учебник не был рекомендован Министерством образования, но используется как в частных, так и в некоторых государственных школах.
В 2006—2007 годах в Санкт-Петербурге в ходе судебных заседаний слушалось дело школьницы Марии Шрайбер, в котором истица требовала, чтобы Министерство образования включило в программу старших классов школы «альтернативу» для теории эволюции. В ходе судебного разбирательства сторона истицы предлагала заменить учебник школьной биологии старших классов «Общая биология» С. Г. Мамонтова (2004) на учебник Вертьянова (2005). Суд не удовлетворил иск Шрайбер, однако отмечается сходство между этим Санкт-Петербургским делом и недавними судебными процессами в США. И в России, и с США креационисты возражали против светской образовательной системы и стремились ввести в программу обучения «альтернативу» эволюции; суд воспрепятствовал этой инициативе сохранил светскую направленность системы образования. Курс был введён во многих школах, но вызвал активные общественные дебаты.
Инга Левит, Уве Хоссфельд и Леннарт Олссон писали, что поскольку рассказ о сотворении мира является лишь небольшой частью Библии, а остальной её текст является священной историей, то можно было ожидать, что основные возражения креационистов будут направлены на светское историческое образование. Однако главным объектом стала биология, а особенно эволюционная теория, поскольку она занимает ключевое значение в современной научной картине мира. По мнению этих учёных, креационизм представляет «очевидную и актуальную угрозу принципам общественного образования… во всём мире».
Комиссия РАН по борьбе с лженаукой в своём заявлении отмечает, что развитие современной эволюционной биологии из теории Дарвина можно сравнить с развитием современной физики, дополнившей идеи Иссака Ньютона: физика не исчерпывается законами Ньютона, однако её невозможно изучать без знания разработанной Ньютоном механики. Аналогично изучение таких современных наук, как биология, генетика, микробиология, генная инженерия и биоинформатика, невозможны без теории эволюции. По мнению Комиссии, возникающие в разных странах предложения по изъятию учения Дарвина из школьной программы, которые иногда доходят иногда до судебных разбирательств («обезьяньи процессы»), являются свидетельством слабости просветительской деятельности и деятельности по популяризации науки, а также недостаточной открытости науки для общества.
Предложения исключить теорию эволюции из школьной программы обосновываются в частности утверждением, что дарвинизм «способствует духовному разложению». Комиссия РАН отмечает, что речь идёт о преподавании учащимся установленных научных фактов, и ознакомление с теорией эволюции «способствует духовному разложению не больше, чем изучение таблицы Менделеева, второго начала термодинамики или устройства Солнечной системы. Действительно, из гелиоцентрической модели вытекает, что наша планета не центр мироздания, а быстро вращающаяся голубая точка, одна из триллионов во Вселенной».
По мнению Комиссии РАН, определять содержание школьной программы, в особенности в части естественных наук, должны профильные специалисты, в рассматриваемом случае — биологи.